# 大八木治
大八木 治（おおやぎ おさむ、1953年10月12日- ）は、神奈川県茅ヶ崎市出身の高校野球監督である。

## 来歴
原貢のいた東海大相模高校に進学し、1970年には控え捕手として夏の甲子園で全国優勝を経験している。その後東海大学に進学。
卒業後は東海大相模コーチ・東海大助監督を経て1977年に東海大甲府高校に赴任した。当初はコーチとして指導していたが1979年に監督に就任し、13年間の在任期間中に夏の高校野球で7回、センバツ大会で4度山梨代表として出場、うち夏に1度、センバツで2度のベスト4進出を果たした。
1991年を最後に東海大甲府監督を退任し、その後は東海大高輪台高校部長、さらに相洋高校監督に就任するも甲子園出場を果たせず、2000年には夏の第1シード校として神奈川大会に臨んだものの、初戦（2回戦）で鶴嶺高校に大敗。これを機に監督を退任した。
相洋高校で男子ソフトボール部顧問を務めたのち、2012年4月から福井県啓新高校の野球部の監督に就任。
2018年より秋田県明桜高等高校の野球部のヘッドコーチに就任するも、同年末に退任。

## 山梨県の高校野球における功績
大八木が東海大甲府に就任する前の山梨県の高校野球は全国大会に出場すると初戦敗退を繰り返すなど野球弱小県であった一方で、当時の山梨県代表は公立高校が独占している状態であり、私学高が入る隙がなかった。
大八木はコーチを経て監督に就任するとそれまで県内の高校野球部に蔓延していた根性論を一掃しデータ野球を徹底することにより相手の弱点を突いて勝ち上がる戦術を行い、山梨県内だけでなく全国でも勝てるチームを目指した。そして就任3年目の1981年に山梨県の私学高で初めての甲子園出場を果たすとその後も着実に成長していき、1985年には山梨県勢初の夏の高校野球ベスト4を果たしている。
また大八木が率いる東海大甲府の強さは山梨県内他校にもいい刺激となった。古豪である甲府工業高校は原初也監督のとも「打倒東海大甲府」を掲げて過酷な練習を行い、その結果夏の選手権では東海大甲府の前に歯が立たなかったものの、1987年のセンバツ大会では中込伸らを率いてベスト8にまで進出した（この時東海大甲府もベスト4まで進出しており、準々決勝進出8チーム中2チームが山梨県勢であった。）。甲府工業以外にも田辺徳雄や井出竜也（ともに吉田高校）、木田優夫（日大明誠高校）などのちにプロ野球で活躍する選手が多く現れている。
大八木が退任後は県内他校が力をつけてきたこともあり東海大甲府はかつての強さを潜めるようになったが、2004年に東海大甲府ならびに山梨県勢にとって2度目となる夏の高校野球ベスト4進出を果たした。なお、この時および現在同校の監督をしている村中秀人は大八木が東海大相模高校のコーチをしていた時の教え子である。

## 甲子園成績
いずれも東海大甲府時代の成績
| 年度・大会 | 試合     | 対戦相手             | 結果  |
| ---------- | -------- | -------------------- | ----- |
| 1981年夏   | 2回戦    | 新発田農業（新潟）   | 3-4●  |
| 1982年夏   | 1回戦    | 境（鳥取）           | 9-3○  |
| 1982年夏   | 2回戦    | 高知商業（高知）     | 4-3○  |
| 1982年夏   | 3回戦    | 早稲田実業（西東京） | 3-6●  |
| 1984年夏   | 2回戦    | 三本松（香川）       | 9-2○  |
| 1984年夏   | 3回戦    | 松山商業（愛媛）     | 5-12● |
| 1985年夏   | 2回戦    | 岡山南（岡山）       | 11-2○ |
| 1985年夏   | 3回戦    | 海星（三重）         | 4-2○  |
| 1985年夏   | 準々決勝 | 関東一（東東京）     | 8-7○  |
| 1985年夏   | 準決勝   | 宇部商業（山口）     | 6-7●  |
| 1986年夏   | 1回戦    | 福井商業（福井）     | 6-3○  |
| 1986年夏   | 2回戦    | 享栄（愛知）         | 1-2●  |
| 1987年春   | 1回戦    | 大成（和歌山）       | 4-3○  |
| 1987年春   | 2回戦    | 滝川二（兵庫）       | 1-0○  |
| 1987年春   | 準々決勝 | 熊本工業（熊本）     | 4-0○  |
| 1987年春   | 準決勝   | PL学園（大阪）       | 5-8●  |
| 1987年夏   | 2回戦    | 佐賀工業（佐賀）     | 1-2●  |
| 1988年春   | 1回戦    | 東洋大姫路（兵庫）   | 4-3○  |
| 1988年春   | 2回戦    | 函館有斗（南北海道） | 5-2○  |
| 1988年春   | 準々決勝 | 桐蔭学園（神奈川）   | 1-5●  |
| 1988年夏   | 1回戦    | 金沢（石川）         | 4-3○  |
| 1988年夏   | 2回戦    | 滝川二（兵庫）       | 5-3○  |
| 1988年夏   | 3回戦    | 宇部商業（山口）     | 2-4●  |
| 1990年春   | 1回戦    | 日田林工（大分）     | 7-1○  |
| 1990年春   | 2回戦    | 享栄（愛知）         | 5-3○  |
| 1990年春   | 準々決勝 | 鹿児島実業（鹿児島） | 4-3○  |
| 1990年春   | 準決勝   | 近大付（大阪）       | 4-5●  |
| 1991年春   | 1回戦    | 坂出商業（香川）     | 1-2●  |

出場11回（春4回、夏7回）・勝利数17（春8勝、夏9勝）・最高ベスト4（春2回、夏1回）

## 主な教え子
- 久慈照嘉（東海大甲府→日本石油野球部→阪神タイガース→中日ドラゴンズ→阪神）
- 四條稔（東海大甲府→読売ジャイアンツ→オリックス・ブルーウェーブ→横浜ベイスターズ）
- 榎康弘（東海大甲府→ロッテオリオンズ（→千葉ロッテマリーンズ）→巨人→ロッテ）
- 萩原淳（東海大甲府→オリックス→北海道日本ハムファイターズ→東京ヤクルトスワローズ）
- 牧丈一郎（啓新→阪神タイガース）